# 2898 Neuvo
2898 Neuvo је астероид главног астероидног појаса чија средња удаљеност од Сунца износи 2,556 астрономских јединица (АЈ).
Апсолутна магнитуда астероида је 12,5.